# Promitobates margaritatus
Promitobates margaritatus is een hooiwagen uit de familie Gonyleptidae.